# بد رادکرزبورگ
بد رادکرزبورگ (به آلمانی: Bad Radkersburg) یک شهر و شهرک با حقوق شهرک و روستای سابق در اتریش است که در Südoststeiermark District واقع شده‌است. بد رادکرزبورگ ۲٫۱۷ کیلومتر مربع مساحت دارد ۲۰۹ متر بالاتر از سطح دریا واقع شده‌است.

## خواهرخوانده
شهرهای Lenti و واراژدین خواهرخوانده‌های بد رادکرزبورگ هستند.